# ギネス

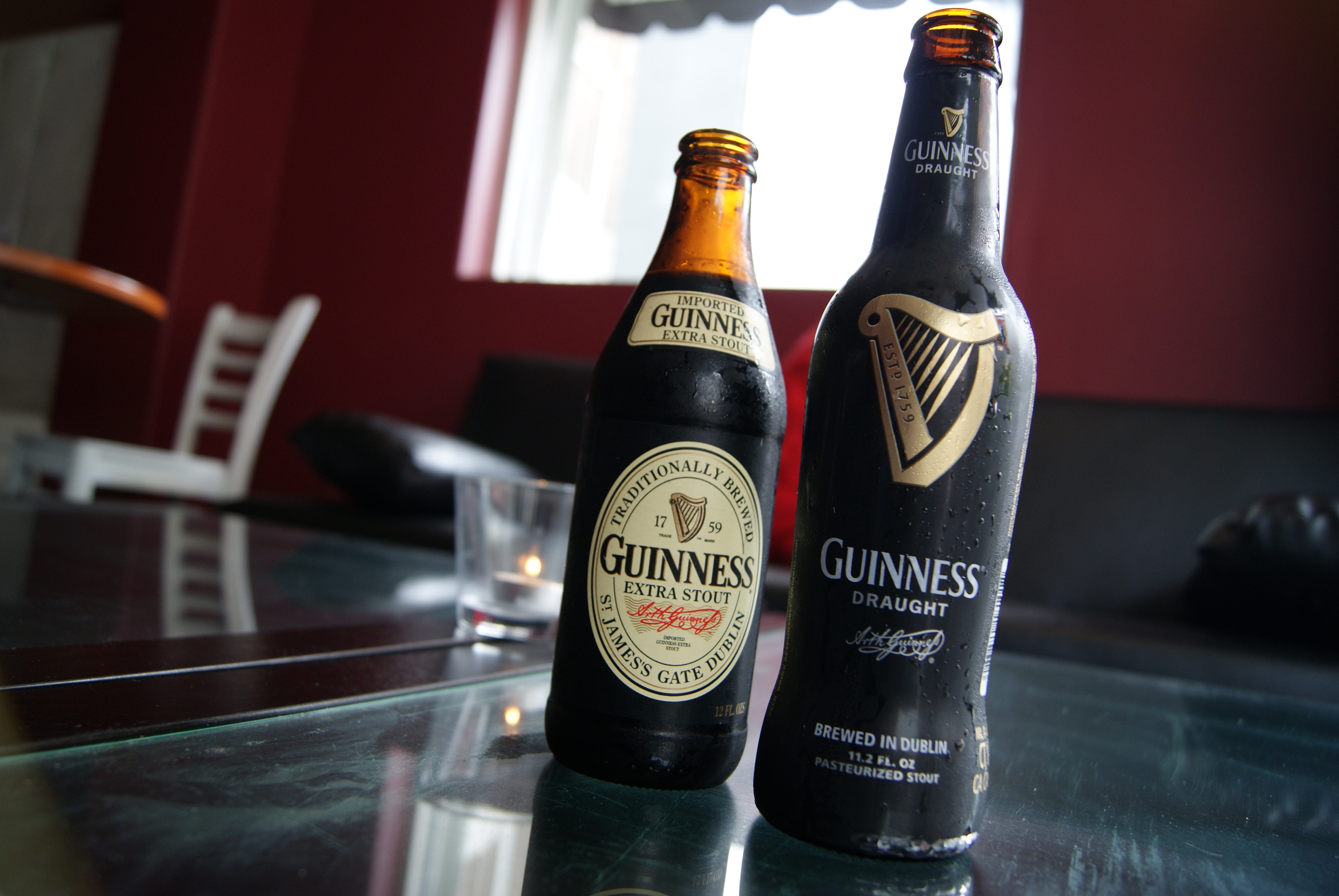
ギネスのビール

ギネス (Guinness & Co.) は、1759年にアーサー・ギネスが創業したビール醸造会社である。

## 概要
1759年以来、アイルランド・ダブリンのセント・ジェームズ・ゲート醸造所に生まれた「ギネス」 (Guinness) あるいは「ギネス・ビール」として広く知られる黒スタウト（ビールの一種。具体的にはドライスタウト）を生産している。
創業者のアーサー・ギネスは、同1759年に当時使われなくなっていたこのセント・ジェームズ・ゲート醸造所を年45ポンドの対価で向う9000年間の契約で借り受けている。 今日ではギネスは認可に基づき世界各地で生産されているが、その生産されるビールはあらゆる報告から鑑みればそれぞれ著しく異なっている。一例として、ナイジェリアで生産されているギネスは、アフリカの気候下で流通・保存されるためにアルコール分が8％と非常に高くなっている。これは近年になってアフリカへの旅行者を中心に有名になり「アフリカのギネス」という触れ込みで本国アイルランドなどに逆輸入・販売されている。なおロンドンのギネス醸造所は2005年に閉鎖された。
1997年末にグランドメトロポリタン社と合併してディアジオ社を形成し、今はディアジオ社のビール部門という扱いになっている。日本国内でのビールの販売権はサッポロビールが2009年6月まで持っていたが、2008年11月にディアジオ社と関係の深い麒麟麦酒（二代目、以下キリンビール）が販売権を取得したと発表、2009年6月からキリンビールが販売を行なうようになった。
結果として実現しなかったが、サッポロビールは日本での販売権を獲得した当初、将来的にサッポロビールでギネスを製造する計画を立てていた。

## 成分
ギネススタウトは、水、大麦麦芽、ホップと醸造用イーストから作られる。大麦の一部は蒸かして挽き割りとし、焦がすことで、ギネスに黒ビールの色と特徴的な味を加える。それは低温殺菌されて、そして濾過される。その「コップに入った食事」という評判にもかかわらず、ギネスは英パイント（20英オンス）当たりわずか198kcal（838kJ） (348kcal/L、1,460kJ/L)であり、同量の脱脂牛乳やオレンジジュース、あるいは、大部分の他の非ライトビールより低カロリーである。
使われる水はウィックロー山地の女王の井戸から取っている。使われる大麦はアイルランド産である。
ドラフトギネスとその缶入りの製品は、二酸化炭素のほか窒素（N2）を含む。窒素は二酸化炭素より溶解度がずっと低いので、ビールを発泡性にすることなく高気圧にすることが可能になる。高い圧力を使って微小な泡を形成させ、かつ、注ぎ口の中のプレートに開けられた細かい孔にドラフトビールを通すのだが、これらがギネス特有の「サージ」を起こすのである（缶とビンの中のウィジェットは同じ効果を生む）。ドラフトギネスの良く知られた滑らかさは、二酸化炭素が少ないこと、窒素を使っていることと前述の注ぎ方により生ずる非常に細かい泡でできたヘッドのクリームのような性質から来ている。「オリジナル・エクストラ・スタウト」は非常に違う味がする。これは二酸化炭素だけを含んでいるので、どちらかというと痛烈な味である。
現代のギネス・ドラフトとエクストラ・スタウトは、19世紀のそれらより薄い。当時は醸造前比重が1.070以上あった。フォーリン・エクストラ・スタウトとスペシャル・エクスポート・スタウトはアルコール度数が約8%で、恐らくオリジナルに最も近い特性を持っている。

## 歴史

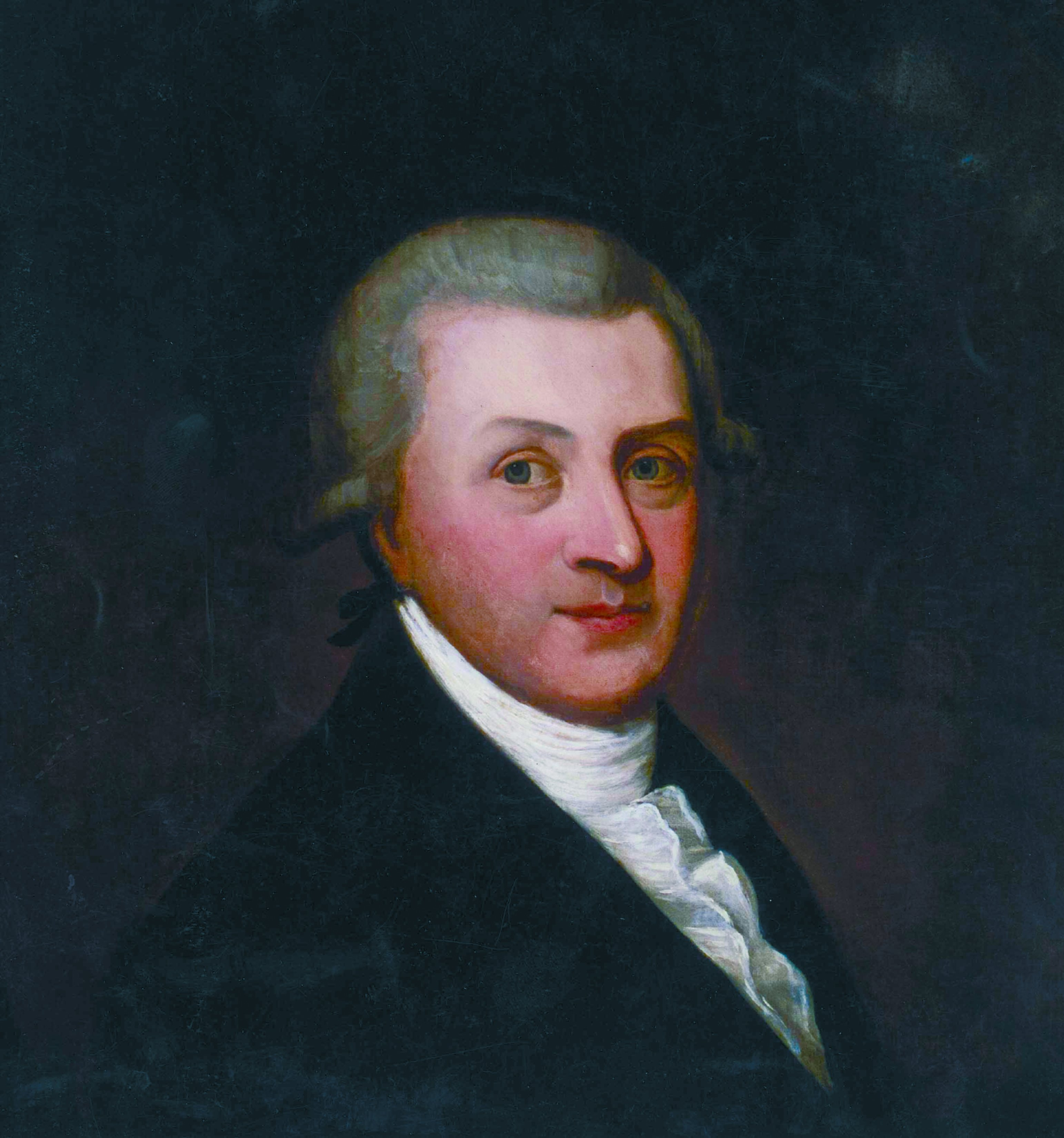
創始者のアーサー・ギネスの肖像

アーサー・ギネスは最初はリークスリップ（Leixlip）、その後1759年からアイルランド、ダブリンの聖ジェームズ・ゲート醸造所でエール醸造を始めた。彼は使われていない醸造所を年45ポンドの対価で9,000年間の賃貸契約をした。10年後の1769年にギネスは初めて製品を輸出し、その時6樽半がイギリスに送られた。
アーサー・ギネスがスタウトスタイルのビールの開祖と信じられることがあるが、ビールに関してスタウトという語が初めて使われたのは1677年のイーガートン写本であり、アーサーの生まれるおよそ50年前のことだった。ギネスビールに関連して、スタウトという語が初めて使われたのは1820年のスタウト・ポーターだった。
ギネスが最後のポーターを醸造したのは1974年だった。
ギネス・スタウトはナイジェリア、そしてインドネシアを含むいくつかの国でも国際的ライセンスの元で醸造される。発酵前のホップを加えたギネス麦芽汁抽出物がダブリンから送られ、そして地方で醸造されたビールとブレンドされる。
ロンドンのパークロイヤルにあったギネス醸造所は2005年に閉鎖された。英国向けのすべての生産はダブリンの聖ジェームズ・ゲート醸造所に切り替えられた。英国の人々は、アイルランドで醸造されたギネスはロンドンで醸造したものよりずっと良い味がすると述べていた。
この醸造所はいくつかの品質管理のさきがけとなった。「スチュデント」という筆名で本を書いたウィリアム・ゴセットはこの醸造所の従業員だった。そして彼の最も有名で重要な成果の1つが、スチュデントのt分布であり、さらにいっそう知られたスチュデントのt検定である。
サンデー・インディペンデント紙は、2007年6月17日に、ディアジオが歴史的なダブリンの聖ジェームズ・ゲート工場を閉鎖して、都市の外れにある空き地に移転する計画であると報道した（2007年6月17日版サンデー・インディペンデント紙3面本文欄、執筆者ダニエル・マコーネル）。これが発表されたとき、若干の論争が起きた。翌日、アイルランド・デーリーメール紙は、際立った画像の付いた見開き2面の記事と、同工場の1759年以来の詳しい歴史を記した続報を掲載した。
初め、ディアジオは移転に関するどんな話でも単なる推測に過ぎないと述べたが、サンデー・インディペンデントの記事以降増加する憶測に直面して、同社は「操業の全面的な見直し」を行っていることを認めた。この話はリポーターのサマンサ・ライブレリによって、RTEのニュース番組 Six One のメインニュースとして報道された。

## ギネスと健康
研究によると、ギネスは心臓の健康に有益であるかもしれない。ある種の果物と野菜の中に見られる抗酸化物質に類似している、ギネスの中に存在する抗酸化物質の化合物が、動脈壁に有害コレステロールの蓄積する速度を下げるために、健康に有益であることが発見された。
かつてアイルランドでは、医師が妊婦に対し鉄分補給のためギネスを飲用することを推奨していたが、2019年現在、アイルランドの医療当局HSE（Health Service Executive）は、妊娠中のアルコール摂取は胎児の脳と身体の発達に悪影響を与えるとして、妊娠中は一切アルコールを断つことを推奨している。

## 主要産品
ギネス・スタウトはさまざまな種類、さまざまな強さのものが販売されている。
- ギネス・ドラフト……小樽入りで売られている。アルコール率4.1～4.3%
- エクストラ・コールド・ドラフト……小樽入りで売られ、スーパークーラーを通してサーブされる。アルコール率4.1～4.3%
- 缶入りギネス・ドラフト……ドラフトの窒素効果を模擬するための特許の「ロケット・ウィジェット」が入っている。アルコール率4.1～4.3%
- 缶入りギネス・ドラフト……同様だが形状の異なるウィジェットが入っている。アルコール率4.1～4.3%
- ギネス・オリジナル/エクストラ・スタウト……4.2または4.3%（アイルランドとUK）、4.8%（ナミビアと南アフリカ）、5%（カナダ、ヨーロッパ本土）、6%（米国、オーストラリア、日本）
- ギネス・フォーリン・エクストラ・スタウト……アイルランド、アフリカ、カリブ海地域、アジアで販売されている。5%（中国）、6.5%（ジャマイカ、東アフリカ）、7.5%（アイルランド、西アフリカ、インドネシア、セントクリストファーネイビス）、8%（マレーシア。風味を整えるため意図的に酸っぱいビールを少量加えている）[注釈 1]
- ギネス・フォーリン・エクストラ・スタウト・ナイジェリア……大麦の栽培に規制がかかっているため、大麦の替わりにサトウモロコシを使用している。ナイジェリア（世界で3番目に急成長しているギネス市場である）と英国で販売されている。7.5%
- ギネス・スペシャル・エキスポート・スタウト……ベルギーとオランダで販売されている。8%
- ギネス・ビター……イングランドスタイルの苦いビール。4.4%
- ギネス・エクストラ・スムーズ……ガーナ、カメルーン、ナイジェリアで販売されている、より滑らかなスタウト。5.5%
- マルタ・ギネス……ノンアルコールの甘い飲み物。ナイジェリアで生産されて英国とマレーシアに輸出されている。
- ギネス・ミッドストレングス……アイルランドのリメリックで2006年3月から[7]、ダブリンで2007年5月から[8]試験販売されている、低アルコールのスタウト。2.8%
- ギネス・レッド……英国で2007年2月から試験販売されている、赤いエール。4.2% [9]

- 2005年10月に、ギネスは、それぞれおよそ6ヶ月間だけ販売するの限定版コレクションのドラフト・スタウトである、ブルーハウス・シリーズを導入した。シリーズ最初のスタウトはBrew 39で、2005年秋から2006年春までダブリンでリリースされた。それはギネス・ドラフトと同じアルコール含有率で、同じ混合ガスを使い、そして同じようにセトルされるが、少し異なった味を持っていた。
- 2006年5月にブルーハウスシリーズの第二弾が登場した。スタウトの多くの広告で登場する有名なオオハシの名を取ってトゥーカン・ブルーと命名された。 このビールはホップ3倍醸造プロセスのためにより爽やかな味わいを持っていると言われる。
- シリーズ第3弾、ノーススター・ブルーが2006年10月にリリースされた。これはギネス・ドラフトと同じ成分を用いているが、大麦麦芽のブレンドをわずかに変えているため、いっそう円熟した仕上がりになっていると言われる。
- 2006年3月にギネスは英国で「サージャー」を導入した。このサージャーは家庭向けで、板のような電器装置で、ギネスビールの有名な「サージしてセトルする」効果を再現するため、超音波をグラスに送る。この装置はサージャー用に作られた特別な缶に対して作動する。ギネスは1977年にニューヨークでこのシステムの原始的なバージョンを試してみた。その後、2003年までこのアイデアは放棄されていたが、また日本のバーでサージャーを試験し始めた（日本のバーの大部分は、伝統的な小樽と注ぎ口のシステムを入れるにはあまりにも狭いため）。それから、サージャーはパリのバーに導入されたが、フランスの大衆向けに販売する計画は無い。
- ギネスのバリエーションのうち、既に撤退したものには次のようなものがある。
  - ギネス・ブライトラガー、ギネス・ブライトエール、ギネス・ライト、ギネスXXXエクストラストロングスタウト、ギネス・クリームスタウト、ギネス・ゴールド、ギネス・ピルスナー、ギネス・シャンディー、およびギネス・スペシャルライト。
- ギネスの醸造副産物であるギネスイースト抽出物(GYE)が、1950年代まで生産されていた。

ギネスの醸造所ではまた、他のブランドのアルコール飲料を生産しており、この中には「ハープ・ラガー」(Harp)や、主に国外向けのエール「キルケニー」(Kilkenny)やキルケニーとよく似た製品で主に国内向けのエールの「スミディックス」(Smithwicks)が含まれている。ギネスは伝統的にあまり冷やさずに飲まれてきたが、若者を中心とした嗜好の変化に対応するため、Extra Chilledと呼ばれる冷やしてギネスをサーブする特別なタップがディアジオ社によって多くのアイルランド国内のパブに配備されている。

## 日本で購入できる商品
樽詰めギネス
主にバーやパブ（アイリッシュパブでは定番）において、パイントグラスで飲むことができる。工場から最短ルートで消費者に提供されるため、生ビールと同様に最もビールとしての味を楽しめる商品である。ギネス最大の魅力であるクリーミーな泡を最も味わえるのもこの商品である。
ドラフトギネス缶
ギネスの魅力はその繊細でクリーミーな泡だが、家庭用の缶ビールでこれを実現した商品。スーパーマーケット等でも手に入る。330ml缶に封入された「フローティング・ウィジェット」と呼ばれる、直径3センチぐらいのプラスチック製のボールが入っている。そのため、缶を手に取ったときコロコロと缶内でウィジェットが転がる音がするが、異常ではない。このウィジェット内に窒素ガスが封入されており、開封されたときにウィジェットの小さな穴から内部のガスが放出される。それによって微細な泡を発生させる仕組みになっている。このギミックには欠点があり、ドラフトギネス缶は冷蔵庫で最低でも3時間の冷却を行わないとウィジェット内のガスの圧力が高くなり過ぎて、ビールが噴出する恐れがあると注意書きが缶に記載されている。空き缶はウィジェットが入ったままアルミ缶としてリサイクルできる。
ギネス・エクストラ・スタウト
「昔ながら」のギネスで、英国のパプで長年親しまれてきたボトルビールである。日本国内の飲食店や小売店で見かけることはあまり多くないが、ショットバーのような場所で見かけることができる（その代わり、樽詰めギネスがない場合が多い）。一目にはなんの変哲もないボトルビールだが、当然ながらクリーミーな泡は健在である。
ギネス・フォーリン・エクストラ
輸出用に作られたボトルビール。持ちを良くするために、アルコール度数は7.5%とやや高めに設定されている。キリンが正規輸入しておらず、並行輸入品のみの販売であり、エクストラ・スタウトに比べると、さらに見かけることは少ない。クリーミーな泡は同じく健在で、より濃厚な味に感じられることから、好みの分かれるところである。

## その他
- ギネスを提供するアイリッシュパブでは、グラスに注いだギネスに泡でシャムロックを描くのがバーテンダーの嗜みとなっている。
- ギネスはグラスに注いだときに大量の泡（一般的なビールの泡のように、あふれ出すものではない）が発生するため、注ぎ終わってから泡が落ち着くまで間を置くサージングという行程が欠かせない（自分が注文したとおぼしきギネスがカウンターに置かれたままになっていても、それはサージング中なのであって、店員のミスではない）。ギネス社は「待つ人には良いことが来る」あるいは「1パイントを完璧に注ぐのに119.53秒を要する」のような広告キャンペーンで、この待ちを美徳に変えた。
- そのままビールとして味わう以外に、料理に応用することもできる。例としては、ギネスで牛肉を煮込んだシチュー（ビーフ・アンド・ギネス）やギネスと小麦粉で衣をつけたフライなどがある。
- 日本では1982年4月に、当時日本での販売権を持っていたサッポロビールが、缶入りのギネスビール8本とタオル2枚をセットにしギネスブック型の箱に詰めた「ギネス・ブック・オブ・缶」を発売し、同年7月までに2万セット（16万本）を売り上げたことがある[10]。

## ギネスを使った混合酒
ブラック・アンド・タンあるいはハーフ・アンド・ハーフ
スタウトとペール・エールまたはアンバー・エールから作る。伝統的にはギネスとバスであるが、時々ハープのようなペール・ラガーを使うこともある。ペール・ラガービールを使うときは、ハーフ・アンド・ハーフと呼ばれることが多いが、ハーフ・アンド・ハーフは本来、カクテルのスタイルの1種を指す用語である。注意深く注ぐならば、ギネスが上側、バスが下側の2色の二層構造になる。
ブラック・ベルベット
ギネスとシャンパンを等量。
アイリッシュカーボム
アイリッシュ・クリームとアイリッシュ・ウイスキーの等量ショットを、半パイントのギネスのグラス中に落とす。
プアマンズ・ブラック・ベルベット
ギネスとりんご酒を等量。別名クラウン・フロート。アメリカでは一般に（間違って）スネーク・バイトとして知られている。
ギネス・アンド・ブラック
1パイントのギネスにカシスのリキュールを1ダッシュ。これはギネスのヘッドが紫色になる。
ポーターガフ
ギネスとレモネードを等量（スタウト・シャンディー）。
ギネスそれ自身が、「ブラック・スタッフ」あるいは「デビルズ・ネクター」として知られているが、カクテルと混同するべきではない。

## ギネスの泡はなぜ沈む
バーでは長きに渡り、ギネス・カスケード、すなわちギネスの泡がグラスの中で沈むように見えることが議論の的になってきた。
この効果は抗力のためである。つまり、グラスの壁に触れた泡は上方向の速度が遅くなるが、その一方グラスの中心部の泡は液面まで自由に上昇できるので、上向きの泡の柱ができる。上昇する泡は周囲の液体の気液同伴によって上向きの水流を作る。中心部のビールが上昇するので、グラスの外側近くのビールは下向きに流れる。この下方への流れがガラスの近くの泡を底に向かって押す。この効果はどんな液体でも起こるが、暗い色をした窒素スタウトでは、暗い色の液体と軽い色をした泡の対比のために特に目立つのである。

## 世界でのギネスの販売
2006年のイギリスとアイルランドでのギネスの売り上げは7%減少した。
ギネスは、マイケル・パワーを使った広告キャンペーンにより、最近アフリカのビール市場で支配的なシェアを取った。
2006年にはカナダは世界で最も成長が速いギネスドラフト市場だった。そして2006年の聖パトリックの日には、カナダではアイルランド国内よりも多くのギネスが売れた。
アメリカ合衆国でのギネス販売は9%の増加を見せた。

## 世界記録集
ギネス社はまた、「ギネス・ワールド・レコーズ」(Guinness World Records)をも生み出した。これは1955年に始まっている。1997年に、ギネスPLCはグランド・メトロポリタン(Grand Metropolitan)と合併し、ディアジオ(Diageo)PLCを形成するに至り、その際にこの世界記録集はGullane Entertainmentに売却されたが、2002年にはこの会社ごと現出版元であるHIT Entertainmentに買収されている。